# Get the Party Started
"Get The Party Started" este un cântec lansat de cântăreața americană P!nk , și a fost primul single de pe al doilea album al ei intitulat Missundaztood din 2001. A devenit un hit internațional și a ajuns în top zece în multe țări. Hitul Get The Party Started a fost cel mai bine vândut cântec al ei în acel moment. Cântecul a fost lansat pe 9 octombrie 2001 a avut recenzii pozitive din partea criticilor și după lansarea single-ului a fost confirmat faptul că P!nk va lansa albumul Missundaztood.

## Scrierea
Melodia a fost compusă de către fosta solistă de la formația 4 Non Blondes, Linda Perry. Ea a spus că procesul de compunere a piesei a fost "deci, spre deosebire de mine"; potrivit ei, ea a trecut printr-o fază amuzantă, prin care a învățat cum să programeze tobe. A programat o prima bătaie, a luat o chitară bas, și, în cuvintele ei, "a făcut ce bataie mi-a cerut să fac." Ea a decis să pună " fiecare instrument greșit" în cântec, și, prin urmare, a dobândit un corn de probă. "Am făcut muzica, cântecul mi-a venit prin gând exact cum voiam eu să iasă", a spus ea. Ea a terminat cântecul, prin includerea în piesa "fiecare frază de care ți-ai putut imagina", inainte de a râde de realizarea că ea a scris un potențial hit single și primul ei cântec dance. "Creezi ceva în dormitorul tău sau casa ta, și e doar un joc distractiv pe care îl joc", a spus ea. "Apoi, dintr-o dată, ai auzit melodia aia pe care ai început-o tu în casa ta, și e la radio. E doar ciudat."

## Videoclip
Videoclip-ul a fost regizat de către Dave Meyers în Los Angeles la sfârșitul lunii septembrie 2001. La 1:46 în videoclip, un Steag American este prezentat, un semn de la atacul din 11 septembrie care a luat loc cu doar câteva zile mai devreme. Videoclip-ul folosește o versiune prescurtată a piesei, tăierea ultimul refren, și, de asemenea, tăierea instrumentalelor. Compozitorul piesei, Linda Perry, este văzut ca un barman.
În videoclip P!nk este gata să plece la o petrecere, încercând diferite haine. Una dintre prietenele ei a luat-o de acasă, și ele merg într-o mașină dând din cap. Cu toate acestea, mașina rămâne fără combustibil, așa că ele ies din mașină și fură două skateboard-uri de la doi băieți. P!nk cade de pe skateboard-ul ei pentru că niște oameni dintr-o mașină au fluiert-o. Fetele ajung la club, dar paznicii nu le-au lăsat să intre, astfel pentru a ajunge sus, în club, ele folosesc o schelă și urcă la balconul clubului. În interiorul clubului P!nk își schimbă hainele și începe să se distreze; în final P!nk dansează pe ringul de dans cu alți doi dansatori (Kevin Federline și Georvohn Lambert).
Videoclipul a fost nominalizat în 2002 la MTV Video Music Awards pentru cel mai bun videoclip pop și a câștigat premiile pentru cel mai bun videoclip de fete și pentru cel mai bun videoclip dance.

## Remixuri
P!nk a colaborat cu Redman și Rockwilder pentru un remix de "Get The Party Started", folosind elemente de la Eurythmics piesa "Sweet Dreams (Are Made Of These)". Remix-ul a fost lansat ca un single numai în Franța, unde s-a ajuns la numărul patru și a fost certificat cu aur. P!nk a cântat remixul acesta în turneul ei  I'm Not Dead Tour în 2006 și 2007.

## Versiuni Cover
- David Cassidy a interpretat piesa la ca personajul ficțional Vegas jucat de Boone Vincent în "Vegas" episod din serialul Malcolm in the Middle.[2]

## Apariții media
- La începutul anului 2002, P!nk a cloborat cu Bally Total Fitness pentru a promova membrii Bally Total Fitness. Titlul campaniei de publicitate a fost "Get The Party Started", și la începutul anului 2002 au fost mai multe reclame Bally Total Fitness în Statele Unite, care a folosit cântecul lui P!nk.
- Cântecul a fost folosit de către NBA în perioada sezonulio 2002–2003. Pentru Finala, ABC folosit piesa ca Melodia de intro în 2003.
- Cântecul a fost difuzat pe Ellen DeGeneres Show , atunci când Paris Hilton a apărut la emisiune o dată.
- Cântecul a apărut în jocul Pump it UP: PREX 3.
- Versiunea Shirley Bassey a cântecului este, de asemenea, considerat imnul oficial pentru filmul Cats & Dogs: The Revenge of Kitty Galore din 2010.
- Cântecul a fost făcut disponibil pentru descărcare pe 17 aprilie 2012, pentru a îl cânta în Rock Band 3 în modul de bază și modul PRO pentru utilizarea de chitară / chitară bas, și MIDI compatibil cu kituri electronice de tobe / clapă plus armonii vocale.
- Cântecul a apărut în cel de-al doilea film TV Daria și la finalul serialului Is It Collage Yet? în timpul petrecerii lui Lindy.
- Cântecul a apărut în South Park sezonul 18 episodul 2 în episodul Gluten de Ebola.
- Cântecul a apărut în episodul pilot din The Middle.
- Piesa a apărut în The Simpsons sezonul 26 episodul 17 în episodul Așteptare pentru Duffman.